# Tazcalate
Tazcalate (auch Tascalate oder Taxcalate) ist ein mexikanisches Nationalgetränk aus dem Hochland Chiapas. Die Ursprünge gehen auf die Kultur der Maya im 9. Jh. n. Chr. zurück.

## Inhaltsstoffe
- Mais
- Kakao
- Zimt
- Achiote (Anatto)
- Zucker

## Herstellung
Tazcalate ist ein Getränkepulver auf der Basis von Mais und Kakao. Dabei wird der Mais getrocknet, geschält, im Ofen über offenen Feuer gebacken und zu feinem Mehl gemahlen. Die Kakaobohnen werden ebenfalls getrocknet, gebacken und dann geschält und gemahlen. 
Dazu werden neben gemahlenen Zimtstangen auch noch feine Samen des Achiote-Strauchs, der Annatto, dazugegeben.
Das ganze wird gut vermischt und dann noch einige Zeit sonnengetrocknet.
Beim Mixen des Pulvers mit der Flüssigkeit wird je nach Geschmack eine bestimmte Menge an Zucker hinzugefügt.

## Trinkweise
In der Kultur der Maya stellte Tazcalate neben Kakao das Getränk der Götter dar. Es wurde zu zeremoniellen Veranstaltung und heiligen Bräuchen getrunken. Es war lediglich der Schicht der Priester und Adligen vorbehalten.
Heute wird Tazcalate insbesondere im Hochland von Chiapas und in angrenzenden Staaten getrunken. Dabei wird das Pulver wahlweise mit Wasser und Eiswürfel oder mit heißer Milch gemischt und aus Bechern mit Strohhalm getrunken.